# Helota coccinatus
Helota coccinatus là một loài bọ cánh cứng trong họ Helotidae. Loài này được Lewis miêu tả khoa học năm 1881.